# 因胡利夫卡
因胡利夫卡（烏克蘭語：Інгулівка），是烏克蘭南部赫爾松州赫尔松区达尔伊夫卡市镇内的村落。面積0.89平方公里，海拔高度51米，2001年人口274，人口密度每平方公里309.3人。